# E43 (trasa europejska)

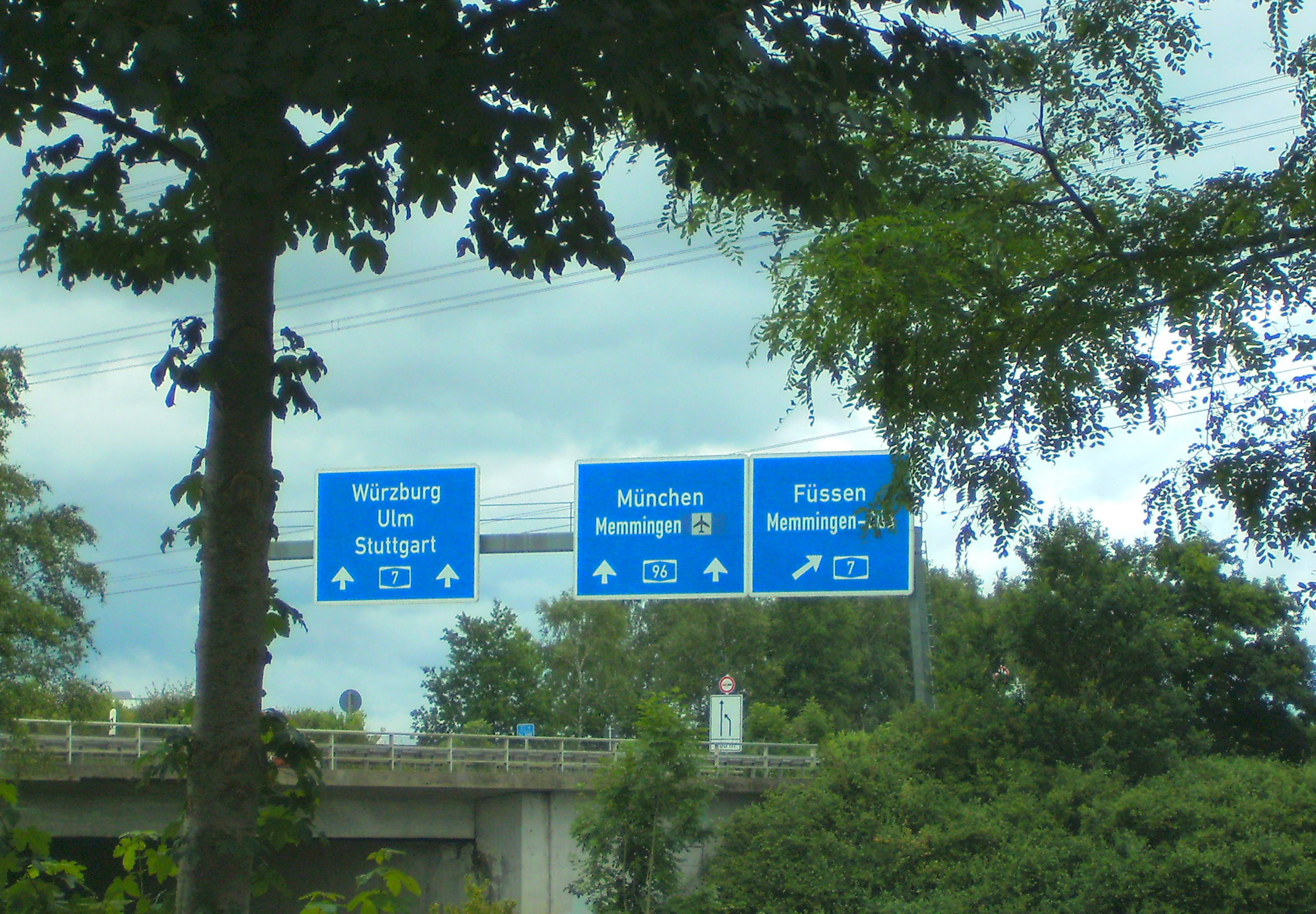

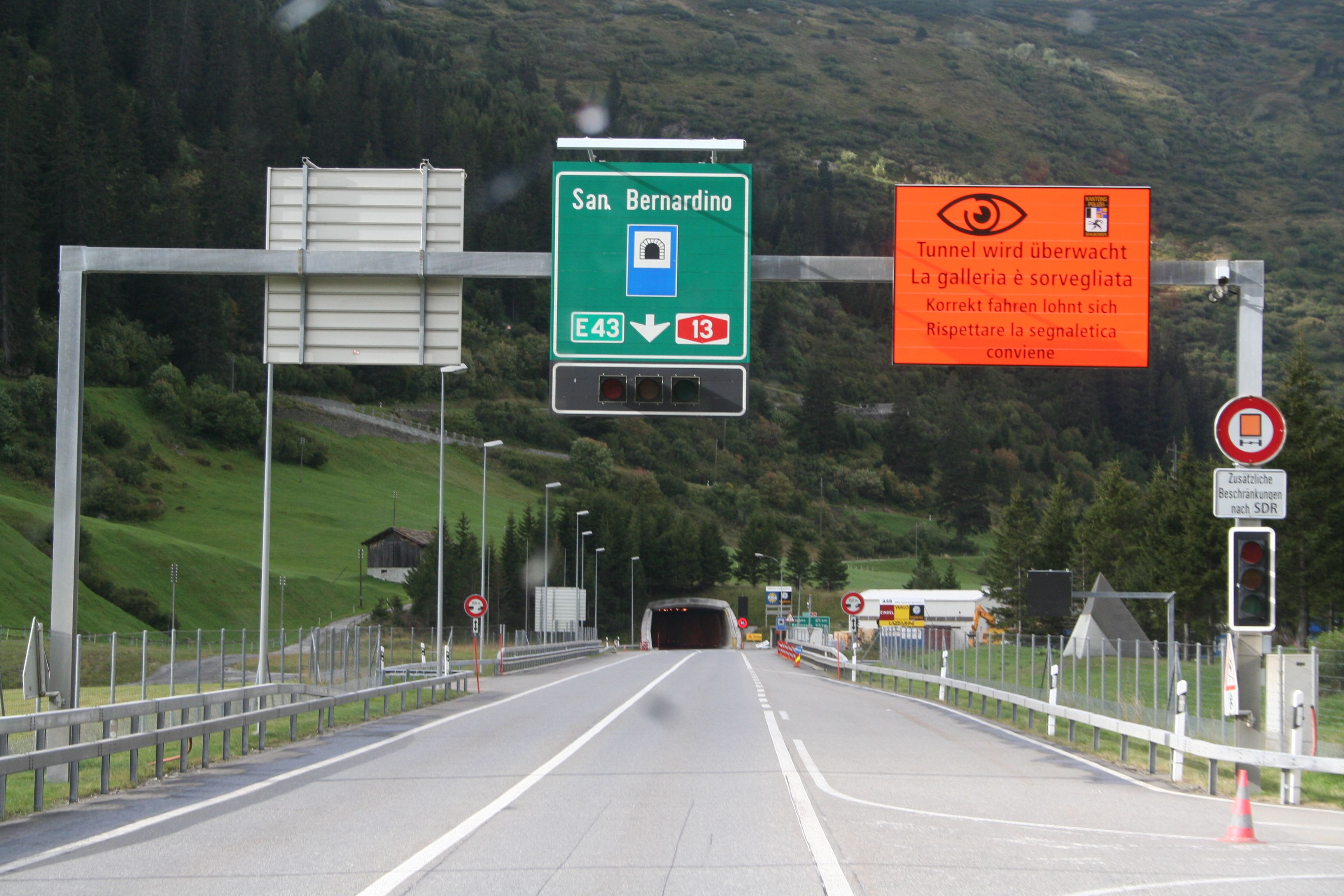
Znak drogowy do San Bernardino

E43 – trasa europejska pośrednia północ-południe, wiodąca z zachodniego Würzburga w Niemczech (Bawaria) do Bellinzona w Szwajcarii.

## Przebieg E43
- Niemcy: Würzburg – Kitzingen – Feuchtwangen – Ulm – Memmingen – Wolfertshofen – Wangen im Allgäu – Weißensberg – Lindau (Bodensee)
- Austria: Hörbranz – Bregencja – Höchst
- Szwajcaria: St. Margrethen – Buchs – Chur – Tamins – Mesocco – Bellinzona

## Stary system numeracji
Do 1985 obowiązywał poprzedni system numeracji, według którego oznaczenie E43 dotyczyło trasy Avallon – Dijon. Arteria E43 była wtedy zaliczana do kategorii „B”, w której znajdowały się trasy europejskie będące odgałęzieniami oraz łącznikami.

### Drogi w ciągu dawnej E43
Lista dróg opracowana na podstawie materiału źródłowego
| Francja | - autostrada A6: Avallon – Sombernon - autostrada E43: Sombernon – Dijon |